# Dominikanska republiken i olympiska sommarspelen 2000
Dominikanska republiken deltog i de olympiska sommarspelen 2000 med en trupp bestående av tretton deltagare, elva män och två kvinnor, men ingen av landets deltagare erövrade någon medalj.

## Boxning
Weltervikt
- Yovanny Lorenzo
  - Omgång 1 — Besegrade Usman Ullah Khan från Pakistan
  - Omgång 2 — Förlorade mot Steven Küchler från Tyskland (→ gick inte vidare)

Lätt mellanvikt
- Juan José Ubaldo
  - Omgång 1 — Förlorade mot Richard Rowles från Australien (→ gick inte vidare)

Mellanvikt
- Jerson Ravelo
  - Omgång 1 — Förlorade mot Paul Miller från Australien (→ gick inte vidare)

## Friidrott
Herrarnas 400 meter
- Carlos Santa
  - Omgång 1 — 46.4 (→ gick inte vidare)

Herrarnas 400 meter häck
- Félix Sánchez
  - Omgång 1 — 49.7 (→ gick inte vidare)

## Judo
Herrarnas extra lättvikt (-60 kg)
- Juan Carlos Jacinto

Herrarnas mellanvikt (-90 kg)
- José Vicbart Geraldino

Herrarnas halv tungvikt (-100 kg)
- José Augusto Geraldino

Herrarnas tungvikt (+100 kg)
- José Eugenio Vásquez

Damernas halv mellanvikt (-63 kg)
- Eleucadia Vargas